# Naprava za tajno poslušanje
Naprava za tajno poslušanje ali tajna poslušalna naprava bolj znana kot hrošč, žica, prisluškovalna naprava, je ponavadi kombinacija miniaturnega radijskega oddajnika z mikrofonom. Samostojne elektronske prikrite poslušalne naprave so začele uporabljati obveščevalne agencije v petdesetih letih dvajsetega stoletja, ko je tehnologija omogočila, da je primeren oddajnik bil vgrajen v razmeroma majhen paket. Do leta 1956 je ameriška centralna obveščevalna agencija načrtovala in gradila "nadzorne oddajnike", ki so uporabljali tranzistorje, kar je močno zmanjšalo velikost in porabo energije. Vse polprevodniške naprave so imele majhne potrebe po energiji, da so lahko delovale na majhne baterije, kar je spremenilo poslovanje prikritega poslušanja. Hrošč pa ni nujno da mora biti naprava, posebej zasnovana za prisluškovanje. Na primer, s pravo opremo je mogoče mikrofon mobilnih telefonov na daljavo aktivirati, tudi ko ne kličete, za poslušanje pogovorov v bližini telefona.